# Église Sainte-Croix d'Omissy
L'église Sainte-Croix est une église située à Omissy, en France.

## Localisation
L'église est située sur la commune de Omissy, dans le département de l'Aisne.